# Richard Dybeck

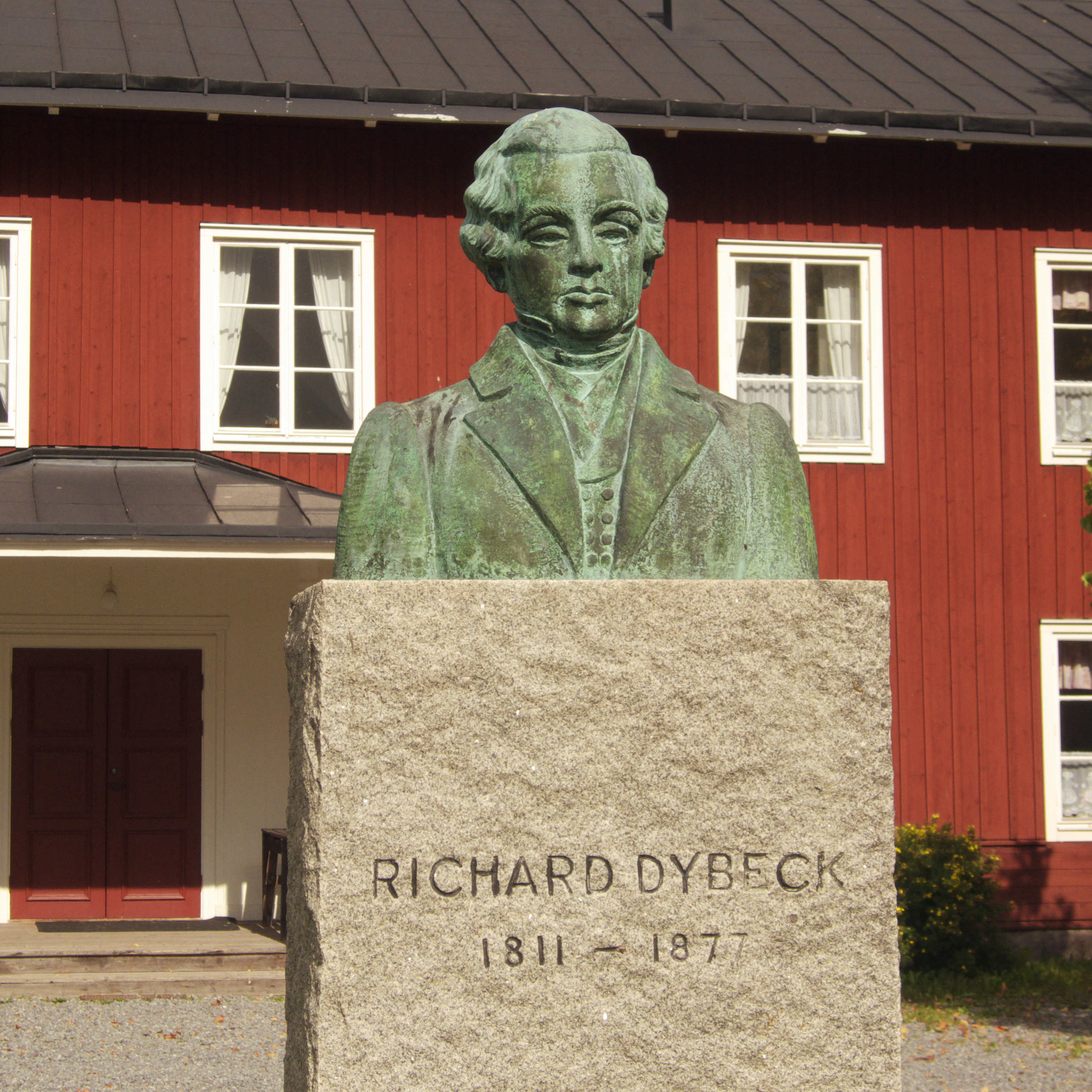
Richard Dybeck

Richard Dybeck (1 de septiembre de 1811 - 28 de julio de 1877) fue un jurista sueco, anticuario y letrista, principalmente recordado como el autor de la letra de lo que hoy es (de facto) el himno nacional sueco: Du gamla, Du fria.
 
Dybeck nació en una mansión en la ciudad de Köping, en Västmanland. Era hijo de un clérigo, fue al instituto en Västerås, y más tarde, se matriculó en la Universidad de Upsala, en 1831. Terminó su grado de servicio civil en derecho (hovrättsexamen) en 1834 y entró en la corte de apelación Svea hovrätt. Ocupó varios cargos en el sistema judicial durante los años siguientes, pero finalmente comenzó a invertir su tiempo en investigación sobre historia. 
Escribió muchos poemas y estaba muy interesado en la cultura asiática, como se ha visto por su colección de grabados y litografías históricas originarias de lugares como Birmania y China.